# Meliola tabernaemontanae
Meliola tabernaemontanae är en svampart som beskrevs av Speg. 1912. Meliola tabernaemontanae ingår i släktet Meliola och familjen Meliolaceae.   Inga underarter finns listade i Catalogue of Life.